# Філ Боєр
Філ Боєр (англ. Phil Boyer, нар. 25 січня 1949, Ноттінгем) — англійський футболіст, що грав на позиції нападника, зокрема, за клуби «Норвіч Сіті», «Саутгемптон» та «Манчестер Сіті». Залучався до лав національної збірної Англії.

## Клубна кар'єра
Першим клубом нападника був друголіговий на той час «Дербі Каунті», з яким він уклав контракт 1967 року, утім за команду якого в іграх чемпіонату так і не зіграв.
Натомість перші кроки у дорослому футболі робив у четвертому англійському дивізіоні, де протягом 1968–1970 років захищав кольори клубу «Йорк Сіті». Згодом протягом двох з половиною сезонів грав за третьоліговий «Борнмут», а на початку 1974 року перейшов до команди «Норвіч Сіті», яка на той час грала в елітному Першому дивізіоні Футбольної ліги. За півроку після приходу Боєра команда понизилася до другого дивізіону, утім вже за рік повернулася до еліти.
1977 року уклав контракт з друголіговим на той момент «Саутгемптоном», де відразу став гравцем основного складу і у першому ж у новій команді сезоні забив рекордні у своїй кар'єрі 17 голів в іграх чемпіонату, чим допоміг їй здобути підвищення до Першого дивізіону. В елітному дивізіоні відіграв за «Саутгемптон» два з половиною сезони, причому забиті у сезоні 1979/80 23 голи стали не лише його особистим рекордом результативності, але й найкращим показником серед усіх бомбардирів англійської першості.
На початку 1981 року досвідчений нападник перейшов до «Манчестер Сіті», де використовувався як гравець резерву, а завершив ігрову кар'єру у гонконзькій «Булові», за яку виступав протягом частини 1983 року.

## Виступи за збірну
1976 року, ще граючи за «Норвіч Сіті», провів свій перший і єдиний матч у складі національної збірної Англії.

## Титули і досягнення
- Найкращий бомбардир Футбольної ліги Англії (1): 1979/80 (23 голів)